# 翁妙子
翁 妙子（おきな たえこ、1947年9月16日 - ）は、日本の脚本家。宮城県仙台市生まれ。日本放送作家協会会員。

## 人物
テレビアニメ版『クレヨンしんちゃん』や『それいけ!アンパンマン』では、放送第1回目の脚本を担当しメインライターとして活躍していたが現在はどちらも降板し、一線を退いている。
『アンパンマン』では1988年（第1話）から1996年（382話Bパート）まで担当し、初期の映画版やTVスペシャルでも脚本を担当した。
『アンパンマン』の原作者であるやなせたかしによると、原作絵本ではゲストキャラクターの1人に過ぎなかったてんどんまんを気に入り、自らが執筆した第1話ではアンパンマンが出会う最初の友人として彼を選び、彼が準レギュラーになったのは彼女の手腕だったという。また、本編におけるてんどんまんの設定は翁と彼の声優の坂本千夏が構築した物の影響が大きかったという。
『クレヨンしんちゃん』では、テレビアニメ版の脚本を放送開始年1992年（第1話Aパート）から2014年（840話Bパート）まで22年間担当していた。2011年に発売された「クレヨンしんちゃん メモリアルボックス」の解説書では、放送第1回目Bパートから現在も脚本に参加している中弘子とのインタビューが掲載されている。
『クレヨンしんちゃん』初代監督である本郷みつるによると、自身が演出を担当していた『おねがい!サミアどん』での翁の脚本が面白くて『クレヨンしんちゃん』の脚本に誘ったとのこと。

## 参加作品

### テレビアニメ
- おねがい!サミアどん（1985年、脚本）
- それいけ!アンパンマン（1988年 - 1996年、脚本）
- シートン動物記（1989年 - 1990年、脚本）
- わたしとわたし ふたりのロッテ（1991年、脚本）
- おちゃめなふたご クレア学院物語（1991年、脚本）
- フランダースの犬 ぼくのパトラッシュ（1992年、脚本）
- クレヨンしんちゃん（1992年 - 2014年、脚本）
- 忍ペンまん丸（1997年、脚本）
- スージーちゃんとマービー（1999年、脚本）
- ニャニがニャンだー ニャンダーかめん（2000年-2001年、脚本）
- あたしンち（2002年、脚本）
- D・N・ANGEL（2003年、脚本）
- サルゲッチュ 〜オンエアー〜（2006年、脚本）
- ご姉弟物語（2009年、脚本）

### 映画
- 映画それいけ!アンパンマンシリーズ
  - それいけ!アンパンマン キラキラ星の涙（1989年、脚本）
  - おむすびまん（1990年、脚本）(※第2作「それいけ!アンパンマン ばいきんまんの逆襲」と同時上映）
  - ドキンちゃんのドキドキカレンダー（1991年、脚本）(※「それいけ!アンパンマン とべ! とべ! ちびごん」と同時上映)
  - アンパンマンとゆかいな仲間たち（1992年、脚本）(※武上純希と共同、「それいけ!アンパンマン つみき城のひみつ」と同時上映)
  - それいけ!アンパンマン リリカル☆マジカルまほうの学校（1994年、脚本）
  - それいけ!アンパンマン ゆうれい船をやっつけろ!!（1995年、脚本）
- おねがい!サミアどん（1989年、脚本）
- 地球が動いた日（1997年、脚本）(※後藤俊夫と共同)

### OVA
- 白鳥麗子でございます!（1990年、脚本）
- フリテンくん（1990年、脚本）

### ゲーム
- ルパン三世 海に消えた秘宝（2003年、脚本）